# Dengtai
Dengtai (kinesiska: 灯台乡, 灯台) är en socken i Kina. Den ligger i provinsen Sichuan, i den sydvästra delen av landet, omkring 210 kilometer öster om provinshuvudstaden Chengdu. Antalet invånare är 6 213. Befolkningen består av 2 994 kvinnor och 3 219 män. Barn under 15 år utgör 19,0 %, vuxna 15-64 år 66 %, och äldre över 65 år 14,0 %.
Genomsnittlig årsnederbörd är 1 393 millimeter. Den regnigaste månaden är juni, med i genomsnitt 264 mm nederbörd, och den torraste är december, med 8 mm nederbörd.